# سوسن تسلیمی
سوسن تسلیمی (زادهٔ ۱۸ بهمن ۱۳۲۸) هنرپیشه و کارگردان تئاتر و سینما اهل ایران است.
تسلیمی ماندگارترین بازی‌هایش را در چهار فیلم بهرام بیضایی چریکه‌ی تارا، مرگ یزدگرد، باشو، غریبه‌ی کوچک و شاید وقتی دیگر ارائه کرده است و از مکرّرترین بازیگرانِ بیضایی به‌شمار می‌رود.
تسلیمی در حال حاضر در سوئد اقامت دارد و در کارگردانی و بازیگری تئاتر و سینما فعالیت می‌کند. او در سال ۲۰۰۲ جایزه شخصیت ممتاز فرهنگی و هنری کشور سوئد را گرفت. از او به عنوان یکی از برترین بازیگران زن تاریخ سینمای ایران که دارای سبک بازیگری خاص است، نام برده می‌شود. کتابی با عنوان اسطوره مهر دربارهٔ زندگی و آثار او به کوشش بی تا ملکوتی توسط نشر ثالث به چاپ رسیده و همچنین کتاب گفتگویی با او دربارهٔ زندگی و آثارش تحت عنوان «سوسن تسلیمی در گفتگویی بلند با محمد عبدی» در لندن و سپس توسط نشر بیدگل در ایران به چاپ رسیده است.

## زندگی و فعالیت‌ها
سوسن تسلیمی در ۱۸ بهمن ۱۳۲۸ در رشت زاده شد. پدرش خسرو تسلیمی (مدیر تولید و تهیه‌کننده)، مادرش منیره آخوندنیا (تسلیمی) (بازیگر) و برادرش سیروس تسلیمی (فیلمنامه‌نویس و تهیه‌کننده و بازیگر) هر چهار نفر از چهره‌های عرصهٔ فیلم و تئاتر است.

### تئاتر، سینما و تلویزیون
سوسن تسلیمی فعالیت در تئاتر را از سال ۱۳۵۰ آغاز کرد و در ضمن تحصیلات خود را در سال ۱۳۵۲ در رشته تئاتر از دانشکده هنرهای زیبای دانشگاه تهران به پایان رساند و با داریوش فرهنگ (بازیگر و کارگردان) ازدواج کرد که این ازدواج به جدایی انجامید. تسلیمی قبل از سینما به عنوان بازیگر تئاتر فعال بود و با گروه «بازیگران شهر»، «تئاتر پیاده» و تئاتر «چهار سو» و کارگردانانی چون آربی اوانسیان، داریوش فرهنگ، هرمز هدایت، مهدی هاشمی، بیژن مفید و بهرام بیضایی همکاری می‌کرد.
فعالیت سینمایی او با بازی در فیلم چریکه تارا (بهرام بیضایی) در سال ۱۳۵۷ شروع شد که بازی او در این فیلم، در جشنواره سن سباستین مورد تقدیر قرار گرفت. وی در سال ۱۳۶۳ در مجموعه سربداران ساخته محمدعلی نجفی بازی کرد. تسلیمی، در این مجموعه نقش «فاطمه» را بازی کرد که زن پرقدرتی بود. او مردپوشی می‌کرد و سوار اسب می‌شد و رهبر گروهی از جنگجویان بود. در سال ۱۳۶۴، در گیرودار جنگ ایران و عراق، تسلیمی ایده فیلم باشو غریبه کوچک را در طرح کوتاهی، با بیضایی در میان می‌گذارد و او هم که در آن زمان در اندیشه ساخت فیلمی دربارهٔ بچه‌ها بوده، آن را می‌پذیرد و پرورش می‌دهد. باشو غریبه کوچک، در سال ۱۳۶۹ و در زمانی که سوسن تسلیمی در سوئد به سر می‌برد، پس از پنج سال توقیف، اکران شد.

### مهاجرت
تسلیمی در سال ۱۳۶۶ به سوئد مهاجرت کرد. اولین فیلمی که در سوئد بازی کرد فیلم «مرز» به کارگردانی رضا پارسا بود. در سال ۱۳۷۰ اولین تئاتر خود در سوئد به نام «مده‌آ» که کارگردانی و نوشتن متن و بازی آن همه به عهدهٔ خود او بود را به روی صحنه برد که این نمایش‌نامه از آثار کلاسیک یونان و اساطیر یونانی اقتباس شده بود و خود با کمک ماسک‌های مختلف آن را بازی کرد. پیش از این کار در تئاتری به نام «آنگرد» بازی کرده بود.
از سال ۱۹۹۹ میلادی تا ۲۰۰۲ میلادی جزو هیئت مدیره مهم‌ترین مرکز تصمیم گیرندهٔ فیلم سوئد، انیستیتوی فیلم سوئد، بود؛ و هم‌اکنون در وزارت فرهنگ سوئد از اعضای هیئت مشاورین تئاتر است. همچنین تدریس بازیگری نیز از فعالیت‌های وی در سوئد است.
وی نمایشنامه‌های زیادی در سرتاسر سوئد اجرا کرده است که اکثر آن‌ها به زبان سوئدی اجرا شده‌اند. او از سال ۱۹۹۹ میلادی دیگر در تئاتر بازی نکرد.

### کارگردانی
او اولین فیلمی که کارگردانی کرد فیلم «حادثه قریب‌الوقوع» بود که در جشنوارهٔ فیلم گوتنبرگ به عنوان فیلم افتتاحیه به نمایش درآمد و بعد از آن بیشتر به کارگردانی پرداخت. او سه فیلم سریالی برای تلویزیون سوئد کارگردانی کرد که یکی از آن‌ها که فیلم یک ساعته‌ای به نام «عشق، عشق، عشق» که در مورد زندگی یک مادر و دختر سوئدی است بسیار مورد استقبال مردم قرار گرفت. سپس فیلم چهار ساعته «بازداشتگاه» را کارگردانی کرد. وی همچنین در طول این مدت علاوه بر کارگردانی فیلم چندین نمایش‌نامه تئاتر را نیز کارگردانی کرد که «مدیرعامل» از جدیدترین کارهای او در زمینه تئاتر است.

### سانسور
تسلیمی دربارهٔ حجاب در فیلم «شاید وقتی دیگر» گفته است که برای تماشاگران غیرایرانی حضور با حجاب حتی در هنگام خواب عجیب است. تسلیمی برای جلوگیری از سانسور فیلم باشو غریبه کوچک مجبور بود طوری بدود که بدن او زیاد تکان نخورد.

## آثار

### بازیگری سینما
من هر دانشی که از بازیگری در سینما کسب کرده‌ام، از بیضایی می‌دانم. او لازم می‌دانست که من همه چیز را بدانم و آنها را در جریان کار به من یاد می‌داد…— سوسن تسلیمی، پاییزِ ۱۳۷۹
| سال تولید | نام فیلم         | کارگردان     | نقش              |
| --------- | ---------------- | ------------ | ---------------- |
| ۱۳۵۷      | چریکه تارا       | بهرام بیضایی | تارا             |
| ۱۳۶۱      | مرگ یزدگرد       | بهرام بیضایی | زن آسیابان       |
| ۱۳۶۴      | مادیان           | علی ژکان     | رضوانه           |
| ۱۳۶۵      | باشو، غریبه کوچک | بهرام بیضایی | نایی جان         |
| ۱۳۶۵      | طلسم             | داریوش فرهنگ | عروس مُرده        |
| ۱۳۶۶      | شاید وقتی دیگر   | بهرام بیضایی | کیان، ویدا، مادر |
| ۲۰۲۲      | خرچنگ سیاه       |              |                  |

### کارگردانی سینما
- حادثه قریب‌الوقوع (در کشور سوئد)

### تئاتر
- ۱۳۷۰ مده‌آ (بعلاوه نویسنده، کارگردان)
- مرگ یزدگرد (بهرام بیضایی)
- زیرزمین
- دایرهٔ گچی قفقازی (برتولت برشت)
- زنده‌به‌گور (صادق هدایت)
- خواهر من باغی است با حصار (تنسی ویلیامز)
- پیرمرد مضحک (تادئوش روژه‌ویچ)
- خلوت خفتگان (پیتر گیل)
- سواری درآمد… (مهین تجدد)
- داستانی نه تازه (مهدی هاشمی)
- عروسی خون (فدریکو گارسیا لورکا)
- کالیگولا (آلبر کامو)
- انسان و حیوان و تقوا (لوئیجی پیراندلو)
- ایولف کوچک (هنریک ایبسن)
- نامه‌هایی از من به خانواده‌ام (رضا قاسمی)
- ترس و نکبت رایش سوم (برتولت برشت)
- باغ آلبالو (آنتون چخوف)
- شهر کوچک ما (تورنتون وایلدر)
- روسپی بزرگوار (ژان پل سارتر)
- وای بر مغلوب (غلامحسین ساعدی)
- با خشم به یادآور (جان آزبرن)
- امشب از خود می‌سازیم (لوئیجی پیراندلو)
- چشم‌اندازی از پل (آرتور میلر)

### تلویزیونی
- ۱۳۵۰، روسپی بزرگوار (نویسنده: ژان پل سارتر)
- ۱۳۵۲، حلقه جادو، کودک و نوجوان
- ۱۳۶۳، سربداران (کارگردان: محمدعلی نجفی)

## جایزه‌ها و افتخارات
- جایزه‌ای برای بازی در نمایش «قربانی»،
- ۱۹۹۵ سلستینا (ریکس تئاترین، ۱۹۹۵)
- ۱۹۹۹ جایزهٔ بهترین بازیگر سال از طرف آکادمی سوئد برای نمایش «مده‌آ».